# 里基·庞廷
里基·庞廷（英語：Ricky Ponting，1974年12月19日—），澳大利亚男子板球运动员。他曾代表澳大利亚国家队参加1998年英联邦运动会板球比赛，获得一枚银牌。